# Maculinea posteroimmaculata
Maculinea posteroimmaculata är en fjärilsart som beskrevs av Tutt 1914. Maculinea posteroimmaculata ingår i släktet Maculinea och familjen juvelvingar. Inga underarter finns listade i Catalogue of Life.